# HD 107326
HD 107326，又名BD+26 2329，SAO 82249、HR 4694，是一颗恒星，视星等为6.15，位于銀經220.37，銀緯82.95，其B1900.0坐标为赤經12h 15m 16.5s，赤緯+26° 82.95′ 23″。